# Iwan Rheon
Iwan Rheon est un acteur, chanteur et musicien britannique, né le 13 mai 1985 à Carmarthen (pays de Galles).
Diplômé de la London Academy of Music and Dramatic Art, il se fait remarquer par un rôle dans une comédie musicale pour lequel il remporte un Laurence Olivier Award en 2010. Il acquiert par la suite une reconnaissance internationale en interprétant les rôles de Simon dans la série Misfits, de 2009 à 2011, et de Ramsay Bolton dans Game of Thrones de 2013 à 2016. Il est également musicien et a enregistré son premier album en 2015.

## Biographie

### Jeunesse
Iwan Rheon est le fils cadet d'Einir et Tomos Rheon. Son frère aîné se prénomme Aled. Son père est comptable et sa mère assistante sociale, et sa famille déménage à Cardiff quand il a cinq ans.
Il fait ses études secondaires à l'école Ysgol Gyfun Gymraeg Glantaf (en), où il s'initie au théâtre. Il obtient des rôles dans des productions dramatiques à l'école et est repéré un peu plus tard lors du célèbre festival gallois Eisteddfod Genedlaethol.

### Carrière d'acteur
Iwan Rheon commence sa carrière d'acteur à la télévision à l'âge de 17 ans en tenant un rôle récurrent dans le soap opera en gallois Pobol y Cwm de 2002 à 2004. Il part ensuite étudier à la London Academy of Music and Dramatic Art, dont il sort diplômé en 2008. Il traverse alors pendant un an une période difficile, n’arrivant pas à obtenir de rôle.

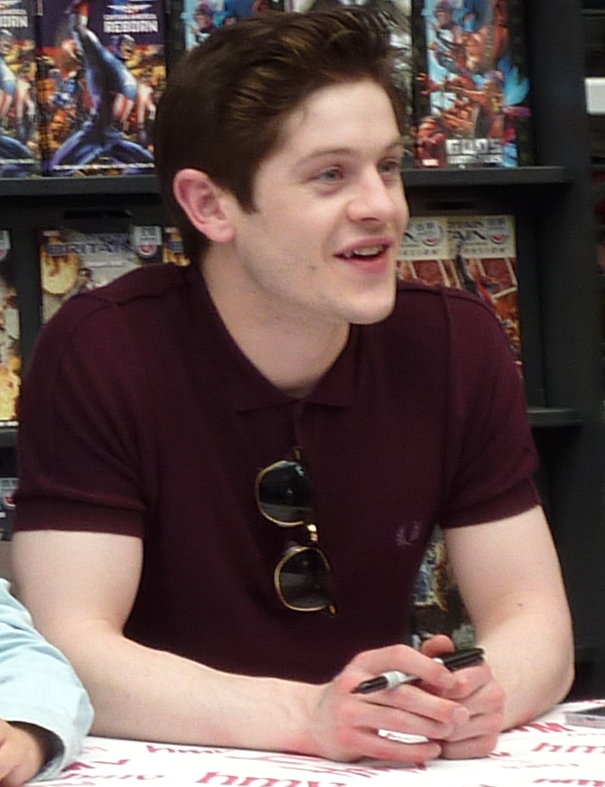
Iwan Rheon en 2011.

En 2009, sa carrière décolle lorsqu'il interprète au théâtre le personnage de Moritz Steifel dans la comédie musicale L'Éveil du printemps. Il remporte pour son rôle le Laurence Olivier Award de la meilleure interprétation dans un second rôle dans une comédie musicale. Peu après, il est choisi pour tenir le rôle de Simon dans Misfits, une série télévisée diffusée par la chaîne britannique E4. Cette série dans laquelle de petits délinquants acquièrent des super-pouvoirs rencontre le succès au Royaume-Uni, et Rheon se fait particulièrement remarquer dans son double rôle d'adolescent introverti et ignoré par tous dont la personnalité du futur est celle d'un héros plein d'assurance. Il tient ce rôle de 2009 à 2011, pendant les trois premières saisons de la série.
Il interprète ensuite quelques seconds rôles au cinéma et, en 2013, tient l'un des rôles principaux de la pièce radiophonique Darkside, inspirée par l'album des Pink Floyd The Dark Side of the Moon.
Toujours en 2013, il rejoint la distribution de la série Game of Thrones pour sa troisième saison, dans le rôle de Ramsay Bolton, un tortionnaire sadique. Il avait au début de la série auditionné pour le rôle de Jon Snow, finalement obtenu par Kit Harington alors qu'il ne restait plus que ces deux acteurs en lice. En parallèle, il interprète le rôle récurrent totalement différent du jeune voisin d'un couple homosexuel, Ian McKellen et Derek Jacobi, dans la sitcom Vicious.
En 2017, il intègre la distribution principale de la série Inhumans, basée sur l'univers Marvel, mais celle-ci est annulée après sa première saison.
En 2019, il interprète le guitariste Mick Mars dans le film The Dirt, biopic du groupe de Hard rock Mötley Crüe.

### Carrière musicale
Également chanteur et guitariste, Iwan Rheon se passionne pour la britpop à l'époque de Blur et d'Oasis et fonde le groupe de rock The Convictions à l'âge de seize ans. La formation est dissoute lorsqu'il intègre la London Academy of Music and Dramatic Art. Entre deux tournages, il se consacre à la musique et il enregistre ainsi trois EP, Tongue Tied (2010), Changing Times (2011) et Bang Bang (2013)..
En 2015, il sort son premier album, Dinard, aux influences indie folk et nommé ainsi en référence à la ville bretonne homonyme où il a rencontré sa petite amie, Zoe Grisdale, lors du Festival du film britannique qui s'y déroule,.

## Théâtre
- 2009 : L'Éveil du printemps : Moritz Stiefel
- 2018 : Foxfinder

## Filmographie

### Cinéma
- 2011 : Resistance (en) d'Amit Gupta : George
- 2011 : Wild Bill de Dexter Fletcher : Pill
- 2012 : Wasteland (The Rise) de Rowan Athale : Dempsey
- 2013 : The Libertador d'Alberto Arvelo : Daniel O'Leary
- 2017 : Daisy Winters de Beth LaMure : Doug
- 2017 : Alien Invasion: S.U.M.1 de Christian Pasquariello : S.U.M.1
- 2018 : Hurricane de David Blair : Jean Zumbach
- 2019 : The Dirt de Jeff Tremaine : Mick Mars
- 2019 : Berlin, I Love You de [Qui ?] : Greg
- 2021 : The Toll de Ryan Andrew Hooper: Dom

Prochainement
- La Flûte enchantée de Florian Sigl : Papageno

### Télévision

#### Séries télévisées
- 2002-2004 : Pobol y Cwm : Macsen White (soap opera, rôle récurrent)
- 2006 : Caerdydd (en) : Daniel (7 épisodes)
- 2009-2011 : Misfits : Simon Bellamy (21 épisodes)
- 2010 : Coming Up (en) : Luka (saison 8, épisode 4)
- 2010-2012 : Grandma's House : Ben Theodore (saison 1, épisode 3 et saison 2, épisode 6)
- 2011 : Journal intime d'une call girl : Lewis (saison 4, épisode 8)
- 2013-2016: Game of Thrones : Ramsay Snow / Bolton (20 épisodes, saisons 3 à 6)
- 2013-2016 : Vicious : Ash Weston (13 épisodes)
- 2014 : Molly, une femme au combat  : Dylan Smith, dit Schtroumpf (5 épisodes)
- 2015 : Residue : Jonas (3 épisodes)
- 2016 : Urban Myths : Adolf Hitler (1 épisode : Adolf the Artist)
- 2017 : Riviera : Adam Clios (10 épisodes)
- 2017 : Inhumans : Maximus (8 épisodes)
- 2021 : American Gods : Liam Doyle (Saison 3)
- 2024 : Those About to Die  : Tenax

### Doublage
- 2013 : Darkside (pièce radiophonique) : le garçon
- 2014-2015 : Game of Thrones: A Telltale Games Series (jeu vidéo) : Ramsay Snow / Bolton
- 2021 : Total War Warhammer II, (jeu vidéo) : Rakarth [11]

## Discographie
- 2010 : EP : Tongue Tied
- 2011 : EP : Changing Times
- 2013 : EP : Bang Bang
- 2015 : Album : Dinard
- 2025 : Album : I Just Wish I'd Never Gone To Space

## Distinctions
Sauf indication contraire, les informations mentionnées dans cette section peuvent être confirmées par la base de données cinématographiques IMDb,  présente dans la section « Liens externes ».

### Récompenses
- 2010 : Laurence Olivier Award de la meilleure interprétation dans un second rôle dans une comédie musicale pour L'Éveil du printemps

### Nominations
- 2011 : meilleur acteur dans une série dramatique au Festival de télévision de Monte-Carlo pour Misfits
- 2012 : SFX Award du meilleur acteur pour Misfits
- 2014 : Screen Actors Guild Award de la meilleure distribution pour une série télévisée dramatique pour Game of Thrones

## Voix françaises
En France, Olivier Augrond est la voix française la plus régulière d'Iwan Rheon.
- Olivier Augrond[12],[13] dans :
  - Game of Thrones (série télévisée)
  - Inhumans (série télévisée)
  - The Dirt
  - Those About to Die (série télévisée)

Et aussi
- Stéphane Pelzer dans Misfits[14] (série télévisée)
- Gauthier Battoue dans Molly, une femme au combat[12] (série télévisée)
- Thierry D'Armor dans Riviera[12] (série télévisée)